# NGC 1001
NGC 1001 је спирална галаксија у сазвежђу Персеј која се налази на NGC листи објеката дубоког неба.
Деклинација објекта је + 41° 40' 18" а ректасцензија 2h 39m 12,6s. Привидна величина (магнитуда) објекта NGC 1001 износи 14,8 а фотографска магнитуда 15,6. NGC 1001 је још познат и под ознакама MCG 7-6-50, CGCG 539-69, PGC 10050.